# Дмитрик Арсен Володимирович
Арсен Володимирович Дмитрик (позивний «Лемко»; нар. 31 березня 1994, м. Бережани, Тернопільська область, Україна) — український військовослужбовець, підполковник Національної гвардії України, начальник штабу 1-го корпусу НГУ «Азов», учасник російсько-української війни, який відзначився під час відбиття російського вторгнення в Україну. Кавалер орденів Богдана Хмельницького III ступеня, «За мужність II та III ступенів» (2022).
У вересні 2024 року увійшов до рейтингу «30 до 30: майбутні лідери» від «Forbes».

## Життєпис
Арсен Дмитрик народився 31 березня 1994 року в місті Бережанах, нині Бережанської громади Тернопільського району Тернопільської області України.
Закінчив національні університети «Львівська політехніка» та «Острозька академія», тактичний рівень Національної академії Національної гвардії України.
Учасник Революції гідності.
Від осені 2014 року воює у складі полку «Азов». Служив гранатоментником, а потім мінометником (позаяк у Львівській політехніці навчався на будівництві і вивчав геодезію). Брав участь у боях за Широкине, Світлодарську дугу, Мар'їнку, Водяне, Павлопіль, Золоте. 
Під час повномасштабного російського вторгнення в Україну 2022 року був одним із оборонців Маріуполя, що на Донеччині.
Пережив масове вбивство полонених в Оленівці. Був старшим у бараці, знищеному вибухом.
21 вересня 2022 року звільнений з російського полону.
З 2024-го — командир 6-го батальйону спеціального призначення.
В вересні 2024 року увійшов до рейтингу Forbes Ukraine «30 до 30: майбутні лідери» .
У квітні 2025 року призначений начальником штабу 1-го корпусу НГУ «Азов».

## Нагороди
- орден Богдана Хмельницького III ступеня (19 червня 2024) — за особисту мужність, виявлену в захисті державного суверенітету та територіальної цілісності України, самовіддане служіння Українському народові[11];
- орден «За мужність» II ступеня (17 травня 2022) — за особисту мужність і самовіддані дії, виявлені у захисті державного суверенітету та територіальної цілісності України, вірність військовій присязі[12];
- орден «За мужність» III ступеня (25 березня 2022) — за особисту мужність і самовіддані дії, виявлені у захисті державного суверенітету та територіальної цілісності України, вірність військовій присязі, зразкове виконання службового обов'язку[13];
- лауреат конкурсу «Людина року-2022» на Тернопільщині[14].

## Військові звання
- підполковник,
- майор,
- капітан.